# 比氏突頜麗魚
比氏突頜麗魚，為輻鰭魚綱鱸形目隆頭魚亞目慈鯛科的其中一種，分布於非洲賴比瑞亞至獅子山的沿岸河流流域，體長可達16.4公分，生活習性不明。

## 擴展閱讀
維基物種上的相關：比氏突頜麗魚